# Raïon de Karelitchy
Le raïon de Karelitchy (en biélorusse : Карэліцкі раён, Karelitski raïon) ou raïon de Korelitchi (en russe : Кореличский район, Korelitchski raïon) est une subdivision de la voblast de Hrodna ou oblast de Grodno, en Biélorussie. Son centre administratif est la commune urbaine de Karelitchy.

## Géographie
Le raïon couvre une superficie de 1 093,66 km2, dans l'est de la voblast. Il est limité à l'ouest et au nord par le raïon de Navahroudak, à l'est par la voblast de Minsk (raïon de Stowbtsy), au sud par la voblast de Minsk (raïon de Niasvij) et par la voblast de Brest (raïon de Baranavitchy).

## Histoire
Le raïon a été créé le 15 janvier 1940 sous le nom de raïon de Valevka, du nom de son centre administratif, le village de Valevka. Le 25 novembre 1940, le centre fut transféré à Karelitchy et le raïon prit son nom actuel. Le raïon fut supprimé en 1962 et rétabli en 1965.

## Population

### Démographie
Les résultats des recensements de la population (*) font apparaître une baisse continue de la population depuis 1959, qui s'est encore accélérée dans les premières années du XXe siècle.
| 1959*  | 1970*  | 1979*  | 1989*  | 1999*  | 2009*  |
| ------ | ------ | ------ | ------ | ------ | ------ |
| 51 455 | 47 276 | 41 013 | 34 057 | 31 816 | 24 130 |

### Nationalités
Selon les résultats du recensement de 2009, la population du raïon se composait de trois nationalités principales :
- 94,76 % de Biélorusses ;
- 2,62 % de Russes ;
- 1,55 % de Polonais.

### Langues
En 2009, la langue maternelle était le biélorusse pour 89,66 % des habitants du raïon de Karelitchy, le russe pour 8,08 %. Le biélorusse était parlé à la maison par 44,52 % de la population et le russe par 16,19 %.